# Дан примирја у Првом светском рату (Србија)
Дан примирја у Првом светском рату је државни празник у Републици Србији који се обележава 11. новембра. Овај датум подсећа на дан када су, 11. новембра 1918. године у железничком вагону у Компијену, Силе Антанте потписале примирје са Немачком и тиме окончале Први светски рат.
Овај државни празник се у Републици Србији прославља од 2012. године. Пре тога се обележавао на првим часовима у свим основним и средњим школама у Србији од 2005. године.
Као главни мотив за амблем овог празника користи се цвет Наталијине рамонде, угрожена врста у Србији. Овај цвет је у ботаници познат и као цвет феникс. Осим овог, у амблему се појављује и мотив траке Албанске споменице, која се налази изнад цвета. Препорука је да се овај амблем носи на реверу у недељи која претходи празнику, као и на сам дан празника.
Овај дан се празнује нерадно.